# Octovec
Navadni octovec, občasno samo octovec (znanstveno ime Rhus typhina) je severnoameriška tujerodna (alohtona), potencialno invazivna drevesna vrsta. Rastlino, ki se pojavlja tako v obliki grmovnice kot tudi drevesa, uvrščamo v družino rujevk, Anacardiaceae. Gre za dobro prepoznavno okrasno in podivjano vrsto, ki jo je mogoče enostavno določiti s pomočjo opečnato do rjasto rdečih betičastih skupkov plodov. Četudi octovec na evropskem področju velja za tujerodno in za domačo floro potencialno nevarno vrsto, ima rastlina na Rdečem seznamu IUCN status najmanj ogrožene vrste.

## Značilnosti

### Izgled
Octovec je dvodomna lesnata rastlina in listavec, ki se pojavlja tako v obliki grma kot tudi manjšega drevesa. Navadno doseže od 3 do 5 metrov višine, zanj pa je značilna tudi precej razrasla rastna oblika. Svojo prisotnost v nekem habitatu rastlina povečuje s pomočjo tvorbe pritlik, ki ji omogočajo razraščanje v širše in gostejše sestoje grmičevja. Mladi poganjki so štrleče dlakavi.

### Listi
Do pol metra dolgi listi octovca so lihopernato sestavljeni. Posamičen sestavljen list gradi večje število (navadno od 13 do 27) priostrenih podolgastosuličastih in nazobčanih lističev, ki presegajo 10 centimetrov dolžine. Kot je značilno za listavce v jesenskem času, tudi listi octovca po preteku poletja dobijo živo oranžne in rdeče barve. Octovčevi listi so strupeni.

### Cvetovi in plodovi
Octovec ima majhne in neopazne cvetove rumene do zelene barve, ki se v velikem številu združujejo v gosta in pokončna socvetja. Ta vrsta rujevk je še posebej značilna zaradi svojih rjavo rdečih skupkov plodov. Jeseni oplojeni cvetovi rumenkasto zelenega socvetja dozorijo v drobcene rdečkaste in dlakave koščičaste plodove. Množica tovrstnih dlakastih rdečih plodov skupaj tvori dobro prepoznavne betičaste skupke. Soplodja ostanejo na drevesu do pomladi. Vrsta cveti v obdobju junija in julija ter plodi avgusta in septembra.

### Uporabnost
Znano je, da so severnoameriška indijanska plemena žametno obarvana octovčeva soplodja uporabljala za proizvodnjo osvežilnih pijač, ki so bile nekoliko kisle, a bogate z vitaminom C. Ime octovec je vrsta dobila po svoji uporabnosti, kajti nekateri Evropejci so s pomočjo koščičastih plodov aromatizirali kis. Poleg prehrane je bila rastlina ponekod pogosta tekstilna vrsta, s pomočjo katere so pridobivali barvo (iz lubja rumeno, iz korenin rjavo in iz plodov rdečo). Američani so octovčevo listje uporabljali za pridobivanje čreslovin (taninov), ki so omogočale strojenje finega usnja.

## Pojavljanje
Octovec je severnoameriška vrsta, ki ima na Rdečem seznamu IUCN status najmanj ogrožene. Poreklo te drevesne in grmovne vrste so vzhodni predeli Severne Amerike, pogosto se pojavlja tudi v srednjeevropskem prostoru, kjer jo mnogokrat gojijo kot okrasno parkovno in vrtno grmičevje/drevje, občasno pa octovec podivja in tvori divje sestoje zunaj obdelanih površin. V Evropo so popotniki vrsto zanesli že leta 1620. Največkrat porašča ruderalna rastišča, gozdne robove in jase. V Sloveniji octovec uvrščamo med dobro poznane tujerodne (alohtone) rastline, vrsta pa je navedena tudi na opozorilnem seznamu, ki opozarja na potencialno invazivnost (vrsta se razširja v glavnem vegetativno). Prvi podatek o pojavljanju octovca v slovenskih deželah sega v leto 1980.

## Galerija
- Octovec je tako drevesna kot grmovna vrsta.
- Mladi poganjki so štrleče dlakavi.
- Octovčevi listi so lihopernati in jih sestavlja večje število lističev.
- Jeseni listi pridobijo rdečkaste in oranžne odtenke.
- Zeleno rumeni cvetovi so drobni in se združujejo v pokončna socvetja.
- Zaradi žametnih betičastih soplodij je octovec lahko prepoznavna vrsta.